# Стефан III (епископ Неаполя)
Стефан III (лат. Stephanus III, итал. Stefano III; умер не ранее 910) — епископ Неаполя (898 — не ранее 910).

## Биография
Согласно средневековым историческим источникам, Стефан III был младшим сыном скончавшегося в 870 году герцога Неаполя Григория III. Его старшими братьями были Сергий II и Афанасий II. Они оба были правителями Неаполитанского герцогства, а Афанасий также и главой местной епархии. Когда Афанасий II умер в 898 году, в Неаполе снова произошло разделение светской и церковной власти: герцогом стал Григорий IV, а епископом — Стефан III.
В отличие от своих предшественников на епископской кафедре, Стефан III не пытался вмешиваться в управление герцогством, всю свою деятельность посвятив окормлению вверенной ему епархии. Опасаясь, что при очередном набеге сарацинов могут быть утрачены находившиеся вне городских стен реликвии, он повелел перенести в Неаполь мощи нескольких святых. В том числе, в новую церковь были помещены останки святых Северина Норикского и Соссия. Первые были привезены 12—17 октября 902 года из Лукулланского замка, а вторые в 906 году из разрушенного арабами собора в Мизено. Обе эти торжественные церемонии проходили в присутствии большого числа неаполитанских священнослужителей и мирян и при активном участии членов герцогской семьи. В 910 году по просьбе Стефана III неаполитанский агиограф Иоанн Диакон на основе личных наблюдений описал перенесение мощей Соссия.
О продолжительности управления Стефаном III Неаполитанской епархией имеются разные свидетельства. В составленном в X веке перечне местных епископов сообщается, что Стефан III занимал кафедру восемь лет и десять месяцев. Однако существует мнение о том, что он управлял епархией только четыре года. В то же время Стефан III упоминался Иоанном Диаконом как живой ещё в 910 году. Предполагается, что епископ мог скончаться вскоре после этого, возможно, уже в 911 году. Предположение о том, что после 910 года Стефан III мог покинуть Италию, уехать в Писидию и стать здесь епископом Неаполя, являются ошибочными.
Из-за отсутствия средневековых источников, в достаточной мере освещающих историю Неаполитанской епархии в первой половине X века, точно не установлено, кто был непосредственным преемником Стефана III. Следующим известным неаполитанским епископом был Афанасий III, первое упоминание о котором датируется 937 годом.

## Комментарии
1. ↑  По предположению некоторых историков, епископ Неаполя Стефан III тождественен одноимённому епископу Сорренто[англ.]. Однако в этом случае его отцом должен был быть не герцог Григорий III, а Сергий I[1].